# Mário César (ilustrador)
Mário César dos Santos Oliveira (1982) é um quadrinista, ilustrador e chargista brasileiro. Graduado em Design Gráfico pela Universidade de Brasília, já foi resenhista do site Universo HQ, colaborador da revista Front e diretor de arte e editor de quadrinhos da editora Via Lettera. Também foi coeditor do álbum Pequenos Heróis.
Mário criou a série de quadrinhos EntreQuadros, publicada pela Balão Editorial, cujo quarto volume (Ciranda da Solidão, 2013) abordou a temática LGBT e fez com que Mário assumisse publicamente sua homossexualidade, passando esse a ser um tema recorrente em suas obras. Em 11 de junho de 2014, Mário se tornou chargista no jornal Folha de S. Paulo. Mário também desenhou os romances gráficos Púrpura (roteiro de Pedro Cirne de Albuquerque, SESI-SP Editora, 2016) e Não existem super-heróis na vida real (roteiro de Nick Farewell, editora Devir, 2017).
Em 2018, Mário lançou a webcomic Bendita Cura, que também ganhou uma versão impressa no mesmo ano financiada através de crowdfunding pela plataforma Catarse. A HQ apresenta a história ficcional de Acácio do Nascimento desde sua infância, quando começa a descobrir sua homossexualidade e mostra todo o preconceito e homofobia pelo qual o personagem passa no decorrer de sua vida. Por este trabalho, ganhou, no ano seguinte, o 31º Troféu HQ Mix na categoria "melhor web quadrinho". O segundo volume, a ser lançado em 2019, também recebeu financiamento coletivo pelo Catarse.